# Abacost
L'abacost, del francés à bas le costume, va ser la indumentària masculina distinctiva del Zaire, entre 1972 i 1990, com a part del programa d'authenticité de Mobutu Sese Seko. Als zairians se'ls va prohibir portar vestits d'estil occidental per simbolitzar la ruptura amb el passat colonial. L'abacost era un vestit lleuger, portat sense corbata, tot i que de vegades amb cravat. S'assemblava molt a un vestit Mao, i hi hagueren versions de màniga llarga i de màniga curta.
L'abacost va ser vist com l'uniforme dels partidaris de Mobutu, especialment aquells que s'havien beneficiat del seu règim. Quan Mobutu va anunciar una transició a la democràcia multipartidista el 1990, va dir que es permetria el vestit i la corbata occidentals, però va continuar afavorint l'abacost i encara es consideraria el vestit nacional. Posteriorment, quan el govern de transició va ser investit, tots els ministres portaven abacosts.
Arzoni, a Zellik, Bèlgica, va produir els abacosts més elegants del món. Alfons Mertens, empleat d'Arzoni, es va convertir en el sastre personal de Mobutu, fent també uniformes per a ell i la seua comitiva.
L'abacost perdé popularitat després de la caiguda de Mobutu, tot i que a la dècada del 2010 s'hi ha produït certa renaixença.